# Elezioni comunali a San Giovanni in Fiore

In questa pagina troverete uno storico sulle elezioni comunali a San Giovanni in Fiore.

## 2000[2]

### I turno
| Candidati | Candidati                                              | Voti   | %      | Seggi |
| --------- | ------------------------------------------------------ | ------ | ------ | ----- |
|           | Giuseppe Riccardo Succurro (DS, PP, UDEUR, RC, Centro) | 5.404  | 44,70  | 12    |
|           | Giuseppe Minnelli (SDI)                                | 2.852  | 23,59  | 2     |
|           | Antonio Barile (AN, FI)                                | 1.786  | 14,77  | 1     |
|           | Saverio Basile                                         | 1.399  | 11,57  | 1     |
|           | Angelo Antonio Gentile (PSI-PSD)                       | 648    | 5,36   | 1     |
| Totale    | Totale                                                 | 12.089 | 100,00 | 17    |

## 2005[3]

### I turno
| Candidati | Candidati                                        | Voti   | %      | Seggi |
| --------- | ------------------------------------------------ | ------ | ------ | ----- |
|           | Antonio Nicoletti (DS, SDI, DLLM, Verdi, RC, CI) | 7.269  | 49,13  | 13    |
|           | Antonio Barile (CDX, FDI, UDC, Nuovo PSI)        | 3.642  | 30,27  | 6     |
|           | Gianni Vattimo                                   | 1.439  | 11,96  | 1     |
|           | Giovanni Greco                                   | 1.012  | 8,41   | /     |
| Totale    | Totale                                           | 12.420 | 100,00 | 20    |

## 2010[4]

### I turno
| Candidati | Candidati                                                                                       | Voti   | %      | Seggi |
| --------- | ----------------------------------------------------------------------------------------------- | ------ | ------ | ----- |
|           | Giuseppe Belcastro (PD, Democratici per la città, PSI, Popolo e Democrazia, Dem per l’ambiente) | 5.235  | 43,42  | 12    |
|           | Antonio Barile (PDL, RD, UDC)                                                                   | 3.651  | 30,28  | 6     |
|           | Salvatore Audia (RC, IDV, APLI)                                                                 | 3.170  | 26,29  | 2     |
| Totale    | Totale                                                                                          | 12.320 | 100,00 | 20    |

## 2011[5]

### I turno
| Candidati | Candidati                                                                     | Voti   | %      | Seggi |
| --------- | ----------------------------------------------------------------------------- | ------ | ------ | ----- |
|           | Antonio Barile (PDL, Barile Sindaco, Liberi con Barile, Uniti per la libertà) | 5.862  | 48,87  | 10    |
|           | Emilio Vaccai (PD, Democratici per la città, Socialisti uniti, CI,            | 4.315  | 35,98  | 4     |
|           | Monica Spadafora (UDC, Il fiore di San Giovanni)                              | 1.536  | 12,81  | /     |
|           | Bernardo Spadafora (Un patto per la città)                                    | 281    | 2,34   | /     |
| Totale    | Totale                                                                        | 12.216 | 100,00 | 14    |

## 2020[7]

### I turno
| Candidati | Candidati                                                                                     | Voti  | %      | Seggi |
| --------- | --------------------------------------------------------------------------------------------- | ----- | ------ | ----- |
|           | Rosaria Succurro (FI, FdI, Succurro Sindaco, Il fiore di San Giovanni, San Giovanni Capitale) | 2.695 | 25,62  | 10    |
|           | Antonio Barile (Barile Sindaco)                                                               | 2.075 | 19,72  | 1     |
|           | Pietro Silletta (Rinascita Florense, Guardiamo al Futuro)                                     | 1.875 | 17,82  | 1     |
|           | Salvatore Mancina (Movimento “A testa alta”)                                                  | 1.484 | 14,11  | 1     |
|           | Domenico Lacava (PD, Adesso Lacava)                                                           | 1.374 | 13,06  | 1     |
|           | Domenico Caruso (Progetto Fiore)                                                              | 729   | 6,93   | /     |
|           | Antonio Lopez (Lega)                                                                          | 289   | 2,75   | /     |
| Totale    | Totale                                                                                        |       | 100,00 | 14    |

### II turno
Il II turno delle elezioni del 2020 risulta il primo ballottaggio in cui si "sfidano" due candidati di centro-destra, lasciando fuori per la prima volta il centro-sinistra.